# Musique monténégrine
 (février 2025).

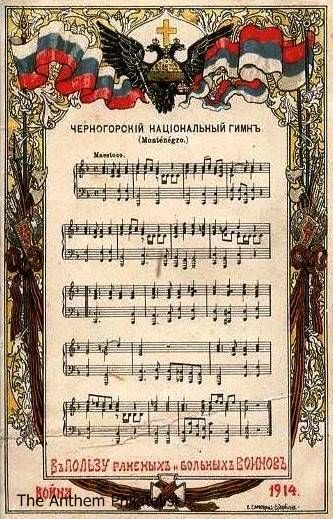
Hymne national du Monténégro

La musique monténégrine est, comme toutes les autres musiques de la région[Laquelle ?], fortement imprégnée par l'influence de la musique ottomane, mais aussi par les traditions slaves, tziganes, albanaises, austro-hongroises et plus récemment[Quand ?], occidentales. Elle est très proche de la musique serbe, sa voisine immédiate, avec laquelle elle est liée par l'histoire, de même qu'avec les autres musiques formant l'ex-Yougoslavie.
Malgré une présence attestée dès le Moyen Âge, la musique du Monténégro périclite durant la longue lutte contre les Ottomans, les populations étaient trop préoccupées par leurs survies pour se consacrer à des activités culturelles ou oisives.

## Musique classique
La musique liturgique chrétienne est présente depuis le Xe siècle ; Jovan de Duklja est le plus ancien compositeur connu du bassin adriatique. Au XIIe siècle, la Ljetopis Popa Dukljanina (Летопись Попа Дуклянина) décrit l'usage séculier des instruments de musique. Du XVe siècle, quelques liturgies ont été préservées au monastère de St-Clara à Kotor. Au XIXe siècle, des écoles de chant (religieux catholique et séculiers) furent ouvertes à Kotor. Jovan Ivanišević (1860-1889) est le premier compositeur notable. Aleksa Ivanović et Dragan Milošević, lui succèdent, formés à Prague.
Ce n'est qu'au XXe siècle que les premières écoles de musique voient le jour à Cetinje et Podgorica, en même temps que Borislav Taminjzić, Senad Gadević, Žarko Mirković, Špiro Ognjenović, Mirko Petrović-Njegoš et Jovan Ivanišević favorisent le renouveau musical du pays à l'aide d'éléments traditionnels. Parmi les autres compositeurs contemporains, on peut citer, Jelisaveta Popović, Jovan Milošević, Ilija Lakešić, Antun Homen, Anton Pogačar, Srećko Marković, Cvjetko Ivanović, Đorđije Radović, Branko Zenović, Dragan Rakić, Slobodan Jerkov, Milivoje Božović et Antun Kopitovic. Parmi les membres de la diaspora, il faut mentionner le Canadien André Ristić.

## Musique traditionnelle
Comme en Serbie, on trouve[style à revoir] ici la musique folklorique rurale (narodna muzika) ancienne et la novokomponovana narodna muzika, une musique urbaine récemment[Quand ?] composée. On retrouve[style à revoir] ici la grande tradition de la vièle gusle accompagnant des chants épiques. Dans les zones montagneuses, on retrouve des musiques pastorales exécutées sur de nombreux aérophones. Il existe différents styles dans les régions de Kotor, du vieux Monténégro et de sandjak avec en outre des danses spécifiques telles les zetsko kolo et la crmnicko oro. Enfin, comme dans le reste des Balkans, on retrouve ici le turbo folk, ultime variation moderne et métissée de thèmes traditionnels.

## Musique populaire
Héritage de l'ex-Yougoslavie, la musique pop est très prisée avec Lepa Brena, Ceca, Indy, Seka Aleksic, mais aussi Boban Rajovic, Željko Joksimović ou Andrea Demirović. Le groupe de rock le plus connu est Perper (en), ainsi que Društvo skrivenih talenata (sr), Highway et Autogeni Trening.
Le hip-hop se développe dans les années 1990 avec les Monteniggers, Rade Rapido, MC Marko et Rambo Amadeus, Who See. La dance profite de cet engouement aussi avec H2O, This Beat, Bass Reflex, Brchko, PG Crew, Maxi Playboy, Koko Kid, Bianco Nero et Grofovi. 
La fin des années 1990 voit également l'émergence de courants rock alternatif, un artiste tel que Manolo Semaforo incarnant très largement cette tendance.

## Instruments traditionnels
Les instruments à vent comprennent : accordéon, diple, kaval, et svirale.
Les instruments à cordes comprennent : gusle, sargije, tambura, et violine. Tarabuka pour les percussions.

### Sources
- (en) Kim Burton, Balkan Beats, in World Music, Vol. 1: Africa, Europe and the Middle East, Broughton, Simon et Ellingham, Mark avec McConnachie, James and Duane, Orla (Ed.), Rough Guides Ltd, Penguin Books, 2000.  (ISBN 1-85828-636-0) .
- (en) Montenegrin Music sur visit-montenegro.com (web.archive.org), consulté le 24 février 2025.